# Mandalagan
El Mandalagan és un volcà complex que es troba a l'illa Negros, al grup de les Visayas de l'arxipèlag de les Filipines. El seu cim s'eleva fins a 1.885 msnm i es troba dins del Parc natural del Nord de Negros. El seu diàmetre a la base és de 26 km. Consta de set centres volcànics, incloent un mínim de cinc cràters i/o calderes de fins a 2 km de diàmetre. Es desconeix quan va tenir lloc la seva darrera erupció, però presenta una important activitat fumaròlica amb presència d'una solfatara.